# DB Fahrzeuginstandhaltung
Die DB Fahrzeuginstandhaltung ist ein Tochterunternehmen der Deutschen Bahn AG. Das Unternehmen ist für nationale und internationale Kunden aus der gesamten Bahnbranche tätig, unter anderem für Eisenbahnverkehrsunternehmen und Hersteller von Schienenfahrzeugen und Schienenfahrzeugkomponenten.
Das Leistungsspektrum der DB Fahrzeuginstandhaltung umfasst unter anderem Revisionen und Hauptuntersuchungen, Unfall- und Bedarfsinstandsetzungen, Umbau- und Modernisierungsarbeiten sowie Materialversorgung inklusive Obsoleszenzmanagement. Neben der Instandhaltung in den Werken der DB Fahrzeuginstandhaltung entwickeln Start-ups unter dem Dach des Unternehmens IT-Lösungen, neue Produkte und Techniken, wie zum Beispiel Kundenterminals für Reisezentren oder die Herstellung von Ersatzteilen im 3D-Druck.

## Geschichte
Bis auf das Werk Dessau (gegründet 1929) bestehen alle Werke der DB Fahrzeuginstandhaltung seit mehr als 100 Jahren. Das älteste Werk – Neumünster – wurde 1861 gegründet. Bis 1997 waren die Standorte der schweren Instandhaltung (C-Werke) mit denen der betriebsnahen Instandhaltung (A- und B-Werke) in einem eigenen Geschäftsbereich zusammengefasst. Nach der Bündelung der Werke der schweren Instandhaltung in einen eigenen Bereich (TI) des Ressorts Technik der DB AG wurde im Jahr 2001 im Zuge der Bahnreform die DB Fahrzeuginstandhaltung gegründet.
Als DB Fahrzeuginstandhaltung GmbH erhielt der Bereich T.I am 1. Januar 2004 eine eigene Rechtsform und wurde dem Unternehmensbereich Dienstleistungen zugeordnet. Das Unternehmen beschäftigte zunächst 7600 Mitarbeiter in 6 Produktionsbereichen und 13 Werken.
Vor dem Hintergrund der geplanten Privatisierung des DB-Konzerns wurde die DB Fahrzeuginstandhaltung 2008 der DB Mobility Logistics AG zugeordnet.
Anfang 2011 übernimmt die DB Fahrzeuginstandhaltung die konzernweite Verantwortung für die Materialdisposition sowie den operativen Einkauf für Schienenfahrzeugersatzteile.
Seit dem 1. Januar 2020 gehört das Unternehmen zum Ressort Digitalisierung & Technik des DB-Konzerns.
2024 erwirtschaftete das Unternehmen mit rund 8500 Mitarbeitern einen Umsatz von rund 1,4 Mrd. Euro und einen Verlust von fast 70 Mio. Euro. Im Rahmen von Sanierungsmaßnahmen soll u. a. der Außenstandort Delitzsch Ende 2025 geschlossen und die ICE-Instandsetzung im Werk Nürnberg ab 2026 aufgegeben werden. Ein Gesamtkonzept für sämtliche Standorte soll laut einem Medienbericht Ende Mai 2025 vorliegen.

## Struktur

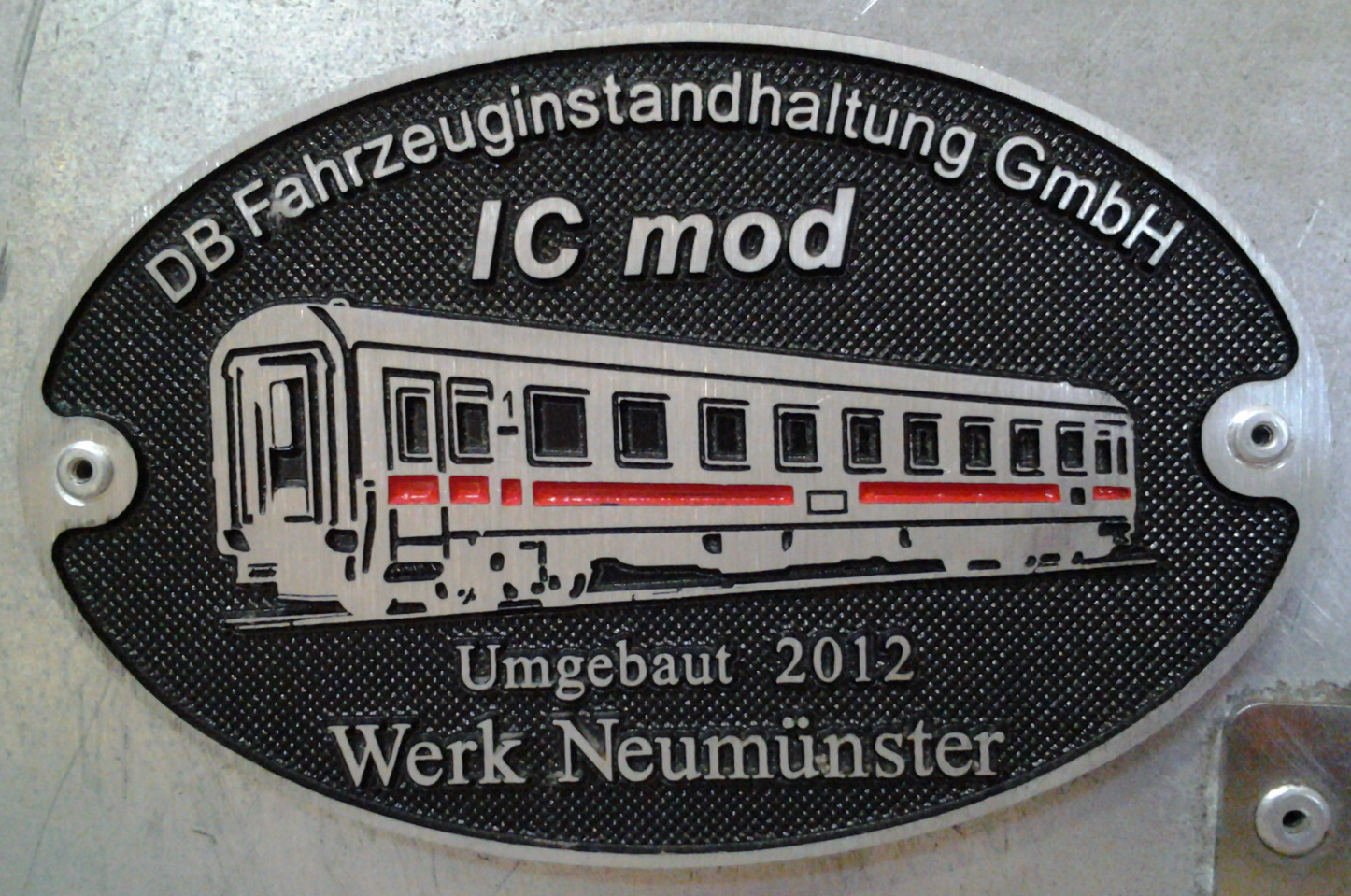
Umbauschild an einem modernisierten Bpmz 295.5

Der Sitz der Unternehmenszentrale befindet sich in Frankfurt am Main.
Zum Werkeverbund der DB Fahrzeuginstandhaltung zählen folgende Werke:
- Bremen (Dieselmotoren und komplette Antriebsanlagen)
- Cottbus (Diesellokomotiven)
- Dessau (Elektrolokomotiven)
- Fulda (Instandsetzung und Aufarbeitung der Bremsteile von Schienenfahrzeugen)
- Hagen[3]
- Kassel (Dieseltriebzüge)
- Krefeld (Unfallreparaturen von Schienenfahrzeugen aus Aluminium)
- Meiningen (Dampflokomotiven)
- München (Elektronikzentralwerk)
- Neumünster (Instandsetzung und Modernisierung von Schienenverkehrsfahrzeugen jeglicher Art[4])
- Nürnberg (schwere Instandhaltung und Modernisierungsmaßnahmen von elektrischen Triebzügen,[5] ETCS-Nachrüstung[6][7])
- Paderborn (Güterwagen)
- Wittenberge (Reisezugwagen für Nahverkehr, Radsatzwerkstatt für ICEs)

Eine weitere zum Werk Dessau gehörende Werkstatt befindet sich in Chemnitz.